# Episodi di The Hour (seconda stagione)
La seconda stagione di The Hour, composta da sei episodi, è stata trasmessa sul canale britannico BBC Two dal 14 novembre al 13 dicembre 2012.
In Italia la stagione è inedita.
| nº | Titolo originale | Titolo italiano | Prima TV UK      | Prima TV Italia |
| -- | ---------------- | --------------- | ---------------- | --------------- |
| 1  | Episode 1        |                 | 14 novembre 2012 |                 |
| 2  | Episode 2        |                 | 21 novembre 2012 |                 |
| 3  | Episode 3        |                 | 28 novembre 2012 |                 |
| 4  | Episode 4        |                 | 5 dicembre 2012  |                 |
| 5  | Episode 5        |                 | 12 dicembre 2012 |                 |
| 6  | Episode 6        |                 | 13 dicembre 2012 |                 |